# 仏伝
仏伝（ぶつでん）は、新潟県新潟市北区の町字。郵便番号は950-3374。

## 概要
1889年（明治22年）から現在の大字。新井郷川上流右岸に位置する。もとは江戸時代から1889年（明治22年）まであった仏伝新田の区域の一部。

### 隣接する町字
北から東回り順に、以下の町字と隣接する。
- 早通
- 早通南
- 須戸
- 松潟

※新井郷川を挟んで新井郷と隣接。

## 歴史
江戸時代後期に開発され成立。はじめは新発田藩領だったが、1754年（宝暦4年）に幕府領になる。

### 年表
- 1889年（明治22年）4月1日 : 合併により鳥屋村の大字となる。
- 1906年（明治39年）4月1日 : 合併により木崎村の大字となる。
- 1955年（昭和30年）3月31日 : 合併により豊栄町の大字となる。
- 1970年（昭和45年）11月1日 : 豊栄町が市制を施行し、豊栄市の大字となる。
- 2005年（平成17年）3月21日 : 合併により新潟市の大字となる。
- 2007年（平成19年）4月1日 : 新潟市の政令指定都市移行により、北区の大字となる。

## 世帯数と人口
2018年（平成30年）1月31日現在の世帯数と人口は以下の通りである。
| 大字 | 世帯数  | 人口  |
| ---- | ------- | ----- |
| 仏伝 | 260世帯 | 701人 |

## 小・中学校の学区
市立小・中学校に通う場合、学区は以下の通りとなる。
| 番地 | 小学校               | 中学校             |
| ---- | -------------------- | ------------------ |
| 全域 | 新潟市立早通南小学校 | 新潟市立早通中学校 |

## 交通

### バス
新潟交通路線バス
- 早通南四丁目停留所 
  - E45　早通駅前経由 豊栄駅前 行
  - E45　大形本町経由　新潟駅前・万代シテイ行